# Ochromyscus
Ochromyscus ist eine Nagetiergattung aus der Gruppe der Altweltmäuse (Murinae). Die Gattung umfasst drei Arten, die in Ostafrika von Äthiopien im Norden bis Tansania im Süden, im Südsudan, im Osten der Zentralafrikanischen Republik und im Südwesten der Arabischen Halbinsel vorkommen. Ochromyscus-Arten leben vor allem auf felsigem Buschland und anderen nicht bewaldeten Gegenden.

## Merkmale
Charakteristische Merkmale der Gattung sind das hellgelb-braune Rückenfell, das rein weiße Bauchfell und der lange Schwanz, der eine Länge von 135 bis 160 % der Kopf-Rumpf-Länge hat. Die Weibchen der Gattung haben vier oder fünf Zitzenpaare.

## Systematik
Die Gattung Ochromyscus wurde 2021 bei einer Revision des Altweltmaustribus Praomyini eingeführt. Zwei Arten der Gattung (O. brockmani u. O. yemeni) gehörten vorher zur Gattung Myomyscus. Ochromyscus ist die Schwestergattung von Stenocephalemys (Äthiopische Kurzkopfratten), die Schwestergruppe der von beiden gebildeten Klade ist eine von den Gattungen Mastomys (Vielzitzenmäuse) und Myomyscus (Angola-Vielzitzenmaus) gebildete Klade.

## Arten
Zur Gattung Ochromyscus gehören drei Arten:
- Brockman-Wiesenratte (Ochromyscus brockmani)
- Ochromyscus niveiventris
- Jemen-Wiesenratte (Ochromyscus yemeni)